# Debbie Cameron
Deborah „Debbie“ Cameron (* 14. September 1958 in Miami) ist eine US-amerikanische Sängerin, die hauptsächlich in Dänemark tätig ist.

## Leben und Wirken
Nach einer klassischen Gesangsausbildung an der University of Miami kam sie 1977 zu ihrer Mutter Etta Cameron zu deren Wohnort Kopenhagen. Hier wurde Debbie Cameron als Sängerin aktiv und hatte schon 1979 ihren ersten Auftritt beim Eurovision Song Contest als Backgroundsängerin für Tommy Seebach mit dem Titel Disco Tango. Zwei Jahre später, beim Eurovision Song Contest 1981 in Dublin trat sie dann mit ihm im Duett auf. Der Discosong Krøller eller ej landete schließlich auf dem elften Platz. 
In den nächsten Jahrzehnten sang Debbie Cameron für verschiedene Jazz-Produktionen und war auch als Gesangslehrerin und Chorleiterin tätig.

## Diskografie
Alben
- 1999: New York Date
- 1996: Be With Me
- 1983: Debbie Cameron
- 1981: Love On The Line (mit Tommy Seebach)
- 1979: Maybe We (mit Buki Yamaz)
- 1978: Brief Encounter (mit Richard Boone)